# Caicapapegoja
Caicapapegoja (Pyrilia caica) är en fågel i familjen västpapegojor inom ordningen papegojfåglar.

## Utseende
Caicapapegojan är en liten papegojfågel med en kroppslängd på 23 cm. Fjäderdräkten är mestadels grön, förutom brunsvart huvud med ett gulbrunt halsband.

## Utbredning och systematik
Fågeln återfinns från sydöstra Venezuela till Guyana och Brasilien norr om Amazonas.

## Status och hot
Arten har ett stort utbredningsområde, men tros minska i antal, dock inte tillräckligt kraftigt för att den ska betraktas som hotad. Internationella naturvårdsunionen IUCN listar arten som livskraftig (LC). Beståndet uppskattas till 250 000 vuxna individer.